# Bartolomeo della Scala (bisbe)
Bartolomeo della Scala va ser un bisbe italià al segle xiv.
Fou fill natural de Josep della Scala Va ser abat de Sant Zenó des del 1321 i elegit bisbe de Verona el 1336. Fou assassinat pels seus familiars Albert i Bartolomeo della Scala (nets de Bartolomeo I della Scala) a Verona el 27 d'agost de 1338. Va deixar dos fills naturals: Josep i Margherita. Per l'embòlic polític entre les famílies benestants de la ciutat, la seu bisbal va quedar vacant fins que el 12 de març del 1343 Matteo De Ribaldi va ser nomenat bisbe.